# Senmut

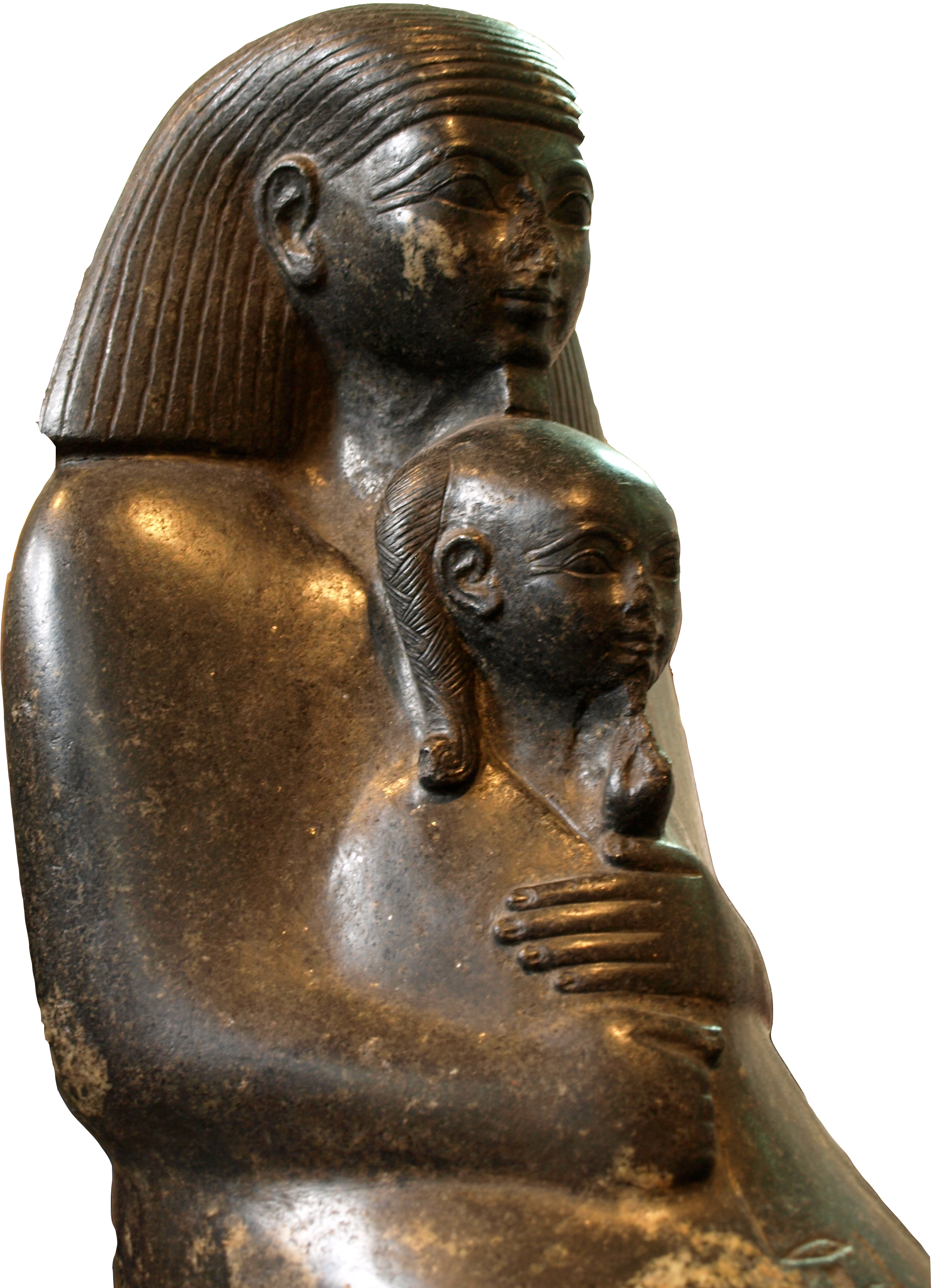
Senmut och Hatshepsuts dotter Neferure.

Senmut eller Senemut, var egyptisk arkitekt och ämbetsman på 1400-talet f.Kr.
Senmut kom från enkla förhållanden men avancerade till att bli den kvinnliga faraonen Hatschepsuts närmsta rådgivare. Det finns bevarade statyer som porträtterar honom med Hatschepsuts dotter, Neferure, i sitt knä, vilket har gett upphov till spekulationer om att han hade ett förhållande med Hatschepsut. 
Senmut är mest känd för att han fick Hatschepsuts uppdrag att uppföra hennes gravtempel i nuvarande Deir el-Bahri. Han uppförde även två obelisker till hennes ära i Karnak.